# Bowen River (Burdekin River)
Der Bowen River ist ein Fluss im Osten des australischen Bundesstaates Queensland.

## Geographie

### Flusslauf
Der Fluss entsteht unterhalb des Tent Hill im Südteil der Clark Range, rund 90 Kilometer südlich von Bowen am Zusammenfluss von Little Bowen River und Broken River. Von dort aus fließt er nach Nordwesten parallel zur Küste und mündet am Ostrand der Leichhardt Range in den Burdekin River.

### Nebenflüsse mit Mündungshöhen
- Little Bowen River – 148 m
- Broken River – 148 m
- Flagstone Creek – 147 m
- Devlin Creek – 146 m
- Gebbie Creek – 144 m
- Rosella Creek – 118 m
- Parrot Creek – 117 m
- Twelve Mile Creek – 110 m
- Ten Mile Creek – 106 m
- Frederick Creek – 103 m
- Pelican Creek – 80 m
- Glenmore Creek – 80 m
- Red Hill Creek – 79 m
- Sandalwood Creek – 60 m[1]